# NGC 1631
NGC 1631 é uma galáxia espiral barrada (SB0-a) localizada na direcção da constelação de Eridanus. Possui uma declinação de -20° 39' 01" e uma ascensão recta de 4 horas, 38 minutos e 24,1 segundos.
A galáxia NGC 1631 foi descoberta em 11 de Dezembro de 1835 por John Herschel.